# Assassins (pel·lícula de 2015)
Assassins (en corèa, 암살) és una pel·lícula d'acció d'espionatge sud-coreana del 2015 coescrita i dirigida per Choi Dong-hoon. La pel·lícula és la vuitena més taquillera de la història del cinema coreà amb més de 12,7 milions d'entrades venudes. El 2021 es va estrenar el doblatge en català a TV3.

## Argument
Corea està ocupada pels japonesos. És l'any 1933 i les nombroses faccions coreanes que lluiten per recuperar la independència del país no es posen d'acord. Un grup de la resistència, però, planifica l'assassinat d'un comandant japonès i d'un empresari coreà considerat un traïdor. Alhora, un agent doble que passa informació als japonesos alertarà de la trama i contractarà dos sicaris perquè matin els membres de la missió. Un joc de traïcions i supervivència en què el passat reapareixerà amb tota la seva cruesa.

## Repartiment
- Jun Ji-hyun en el doble paper d'Ahn Okyun i Mitsuko[11][12][13][14]
- Lee Jung-jae com a Yem Sek-jin
- Ha Jung-woo com a "Hawaii Pistol"[15]
- Oh Dal-su com a "Buddy"
- Cho Jin-woong com a Chu Sang-ok
- Choi Deok-moon com a Hwang Duk-sam
- Lee Geung-young com a Kang In-guk
- Kim Eui-sung com a majordom de la família Kang
- Park Byung-eun com a Kawaguchi Shunsuke
- Jin Kyung com a Ahn Seong-sim
- Heo Ji-won com a Myung-woo
- Kim Hong-pa com a Kim Koo
- Jung Gyu-soo com a Hunchback
- Kim Kang-woo com a investigador especial
- Shim Cheol-jong com a Kawaguchi Mamoru
- Han Dong-gyu com a cap de la policia
- Jeong Gi-seop com a cap de la policia militar
- Jung In-gyeom com a Sasaki
- Lee Hwan com a Se-gwang
- Tamura Hiroto com a Kimura
- Lee Young-seok com a Terauchi Masatake
- Shim Hee-seop com a fiscal
- Yoon Jong-gu com a investigador del Comitè Especial contra Delictes Nacionals
- Hong Won-gi com a jutge
- Heo Jeong-do com a treballador del consolat
- Woo Sang-jeon com a Ye Wanyong
- Cho Seung-woo com a Kim Won-bong (aparició especial)
- Kim Hae-sook com a propietari del Cafè Anemone (aparició especial)
- Hong Seong-deok com a dentista
- Kim Joon-woo com a gerent del Sontag Hotel